# Sands Hotel

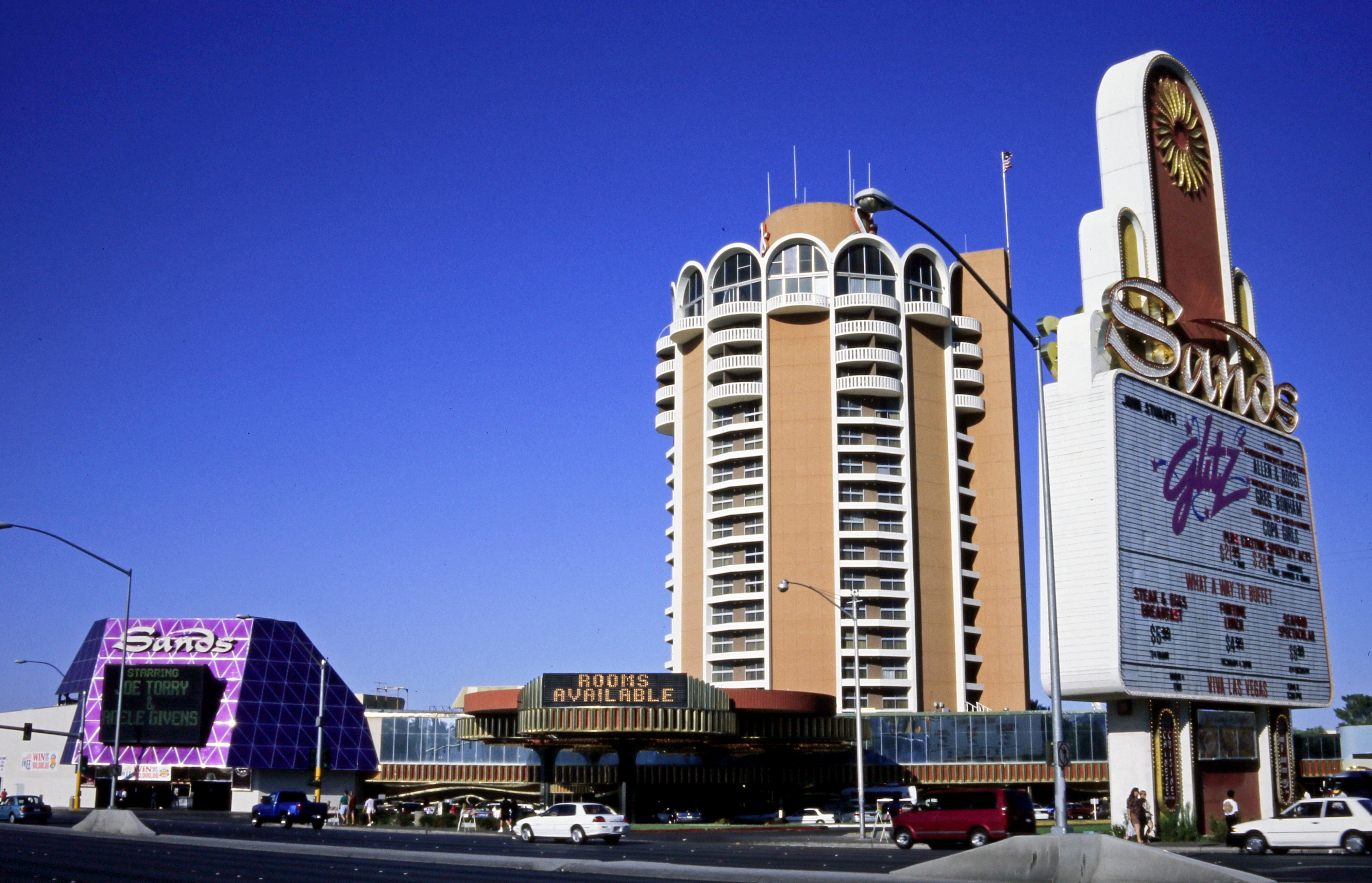
Hotel The Sands

The Sands Hotel fue un histórico hotel y casino localizado en el Strip de Las Vegas que operó desde el 15 de diciembre de 1952 hasta el 30 de junio de 1996. Fue diseñado por el arquitecto Wayne McAllister, el hotel Sands fue el séptimo resort en abrir en el Strip. 
Durante sus mejores días, el hotel Sands era considerado el centro del entretenimiento y la diversión en el Strip, y ofrecía al público muchos espectáculos de famosos artistas. Los clientes y huéspedes del hotel se mezclaban fácilmente entre las estrellas en el salón después de sus espectáculos nocturnos. 
En sus años finales, el hotel Sands se convirtió en una sombra de sí mismo, ya que no podía competir con los últimos y más modernos hoteles y ofrecía muy poco en comparación con los nuevos megaresorts que estaban siendo construidos en el Strip. La decisión fue hecha eventualmente por su propietario Sheldon Adelson, cuando se decidió que debía derribarse y construir un nuevo hotel. El 26 de noviembre de 1996, el hotel fue implosionado y demolido en gran parte debido al sentimentalismo de los empleados del hotel. La escena final filmada en Las Vegas de la película Con Air fue filmada en el hotel Sands antes de su demolición.
En sus tiempos, el Sands estaba localizado al lado del hotel Desert Inn. Dos propiedades adyacentes al hotel eran propiedad exclusivamente del billonario Howard Hughes a mediados de los años 1960. Hoy, el hotel The Venetian se encuentra donde una vez estuvo el hotel Sands.